# Beït-Horon
Beït-Horon (בית חורון) est une petite chaîne montagneuse de calcaire située à proximité des monts de Judée et au nord de la vallée d'Ayalon. Elle est haute de 550 m  et s’étend sur une longueur de 12,5 km.

## Bible et Talmud
On écrit aussi Beth-Horon et Bethoron .
C’est à Beït-Horon que Josué vainc les 5 rois amorrites, avant d'arrêter le Soleil et la Lune (Livre de Josué 10, 10-14 ).
Beït-Horon appartient à la tribu d'Éphraïm, aux frontières de la tribu de Benjamin. Une ville y est alors construite (Premier livre des Chroniques 7/24), dont une partie est remise à la tribu de Lévi (Livre de Josué 21/22). Puis le roi Salomon la fortifie (Deuxième livre des Chroniques 8/5).
La bataille de Beth Horon, l’une des plus célèbres qui eut lieu à Beït-Horon, opposa Judas Maccabée à Séron, général de l’armée séleucide (Premier livre des Macchabées 3/24 ) : alors qu'il tente une percée vers les monts de Judée par Beït-Horon, Séron est stoppé par une embuscade hasmonéenne.
C’est également à cet endroit que Judas Maccabée évince le général grec Nicanor. Les Hasmonéens fortifieront Beït-Horon quelque temps plus tard.
En 66 ap. J.-C. lors de la révolte juive contre Rome, le général de la XIIe légion romaine Cestius Gallus y est mis en fuite par une petite unité commandée par Simon Bar-Giora.
Beït-Horon est situé dans une région riche en oliviers, auxquels le Talmud fait déjà référence et qu’il décrit s’étendant « de Beït-Horon à Emmaüs c'est la montagne»-(Talmud de Jérusalem, traité Shévi'it, 9/2). Le Talmud de Babylone mentionne lui aussi l’endroit (Talmud de Babylone, Sanhédrin 32/72).
En ce qui concerne la présence d’une population juive dans la région, celle-ci est attestée dans le traité du Talmud Ma'asrot (9/2), comme s’étendant « de Beït-Horon jusqu'à la mer et (ne) form(ant) qu'un seul état ».
Le théologien Eusèbe de Césarée mentionne lui aussi les lieux et situe Beït-Horon à 18 km de Jérusalem.

## Traces archéologiques
Le nom Beït-Horon provient probablement du culte rendu au dieu cananéen Horon dans la région. On garde des traces de la survie de ce culte jusqu’à l’époque hellénistique. Daté du VIIIe siècle av. J.-C., a été retrouvé dans les environs un ostracon sur lequel est inscrit : « De l'or d'Ophir pour le temple de Horon ». Au temps des XVIIIe et XIXe dynastie égyptienne en Égypte, le dieu Horon était représenté sous forme de berger courageux protégeant son troupeau. Une inscription attribuée au pharaon Sheshoq Ier et relative à sa campagne militaire en Terre d’Israël mentionne la victoire des armées égyptiennes sur la ville de Baït-Haran (« ...près de Guivon... »), qui semblerait correspondre à Beït-Horon.
À l’est du village Beït-Gour-el-Fouka a été préservée une portion de la route dallée datant de l’époque romaine. Cette route fut probablement construite à l’époque d’Hadrien, lors des préparatifs de contre-offensive à la révolte de Bar Kokhba. À proximité de la voie romaine, on distingue encore les restes de tranchées datant de la Première Guerre mondiale, qui seront réutilisées lors de la guerre des Six Jours. Depuis ces positions on observe à l’Ouest le paysage sur la côte méditerranéenne s’étalant de Césarée au Nord à Ashdod au Sud. Les montagnes de Jérusalem y sont également visibles.
Il semblerait que le lieu appelé en arabe Zaher e-Shami, à proximité du village Hirbet el-Mitzbah, fut le point de la rencontre frontalière entre les terres de la tribu de Benjamin et celle d’Ephraïm, comme il est décrit dans le Livre de Josué (18/13).

## Combats contemporains
À la fin de l’année 1917 au cours de la Première Guerre mondiale, les fantassins de la 10e division britannique s’emparent de la région et du point stratégique de Khirbet El-Latatine, à proximité de Beït-Horon, après de sanglants combats. Les Britanniques aménagent alors une nouvelle route d’accès vers Jérusalem, élargie par les Jordaniens, puis réélargie par Israël après la guerre des Six Jours.
La tentative de poussée vers Ramallah par Beït-Horon lors de l’Opération Dani en juillet 1948 se solde par un échec pour les forces de Tsahal.
Durant la guerre des Six Jours, c’est par la route de Beït-Horon que Tsahal accède à Ramallah puis Jérusalem, malgré la résistance des forces de la Légion jordanienne et d’unités-commandos égyptiennes.